# Śniadanie w Trójce
Śniadanie w Trójce – cotygodniowa audycja publicystyczna, nadawana w każdą sobotę o godzinie 9:05 (do końca września 2008 o 10:05.) w Programie III Polskiego Radia. Program prowadzi Renata Grochal, która w 2024 roku zastąpiła w tej roli Beatę Michniewicz. Śniadanie w Trójce emitowane jest od 2006, jako kontynuacja audycji Niedzielny salon Trójki.
Podczas audycji, przy wspólnym śniadaniu, goszczeni są politycy koalicji i opozycji, a także przedstawiciel obozu Prezydenta RP. Do 2010 podczas drugiej godziny (zatytułowanej Salon prasowy), w audycji gościli publicyści, biorąc udział w przeglądzie sobotniej prasy i komentując wydarzenia mijającego tygodnia.